# Pieve di Santa Maria della Formigola
La Pieve di Corticelle, conosciuta anche come Pieve di Santa Maria della Formigola, è un santuario mariano che sorge, isolato, nell'omonima frazione di Dello, in provincia di Brescia. Sebbene l'attuale edificio sia stato innalzato nel XIV-XV secolo, la stratificazione delle strutture evidenzia origini ancora più antiche, testimoniando un particolare riutilizzo del luogo.

## Storia
Il sito dove sorge la Pieve di Corticelle è caratterizzato da una stratificazione edilizia che si sviluppa a partire dal V sec. d. C.
Tra le tracce di stanziamenti preesistenti alla chiesa sono state identificate:
- una villa rustica romana del V-VI secolo, per la quale si ipotizza la funzione di edificio adibito alla gestione delle risorse agricole del territorio. L'area ebbe una grande importanza strategica già in epoca romana per la vicinanza col fiume Mella e per la centuriazione.
- le fondazioni di una chiesa alto medievale longobarda dell'VIII-IX secolo, con un battistero in laterizi e ciottoli e l'adiacente struttura quadrilatera con una piccola abside. Anche il campanile conserva alla base una formella di pluteo in pietra della medesima epoca.
- un edificio paleocristiano (possibile oratorio) adibito alla funzione liturgica.
- un edificio romanico, centro della gestione rituale e delle esigenze religiose-spirituali della comunità cristiana del XI-XII secolo. A questo periodo risalgono la costruzione dell'impianto originale della pieve e lo spostamento della facciata dal lato ovest al lato est.

### Campagne di scavo
I primi scavi archeologici sono stati condotti nel 2002 ad opera della Soprintendenza  Archeologia, Belle Arti e Paesaggio per le Province di Bergamo e Brescia. Gli interventi, correlati al rifacimento della pavimentazione interna della chiesa, risalente alla seconda metà del Novecento, hanno messo in evidenza una stratigrafia millenaria.
Dagli esiti delle successive campagne di scavo, effettuate negli anni 2003, 2004 e 2008, sono state rinvenuti anche i resti di una vasca con ciottoli di fiume e tegoloni romani di recupero (possibile funzione di fosse concimaie), monete, tessere di mosaico, frammenti ceramici romani e rinascimentali.

## Descrizione

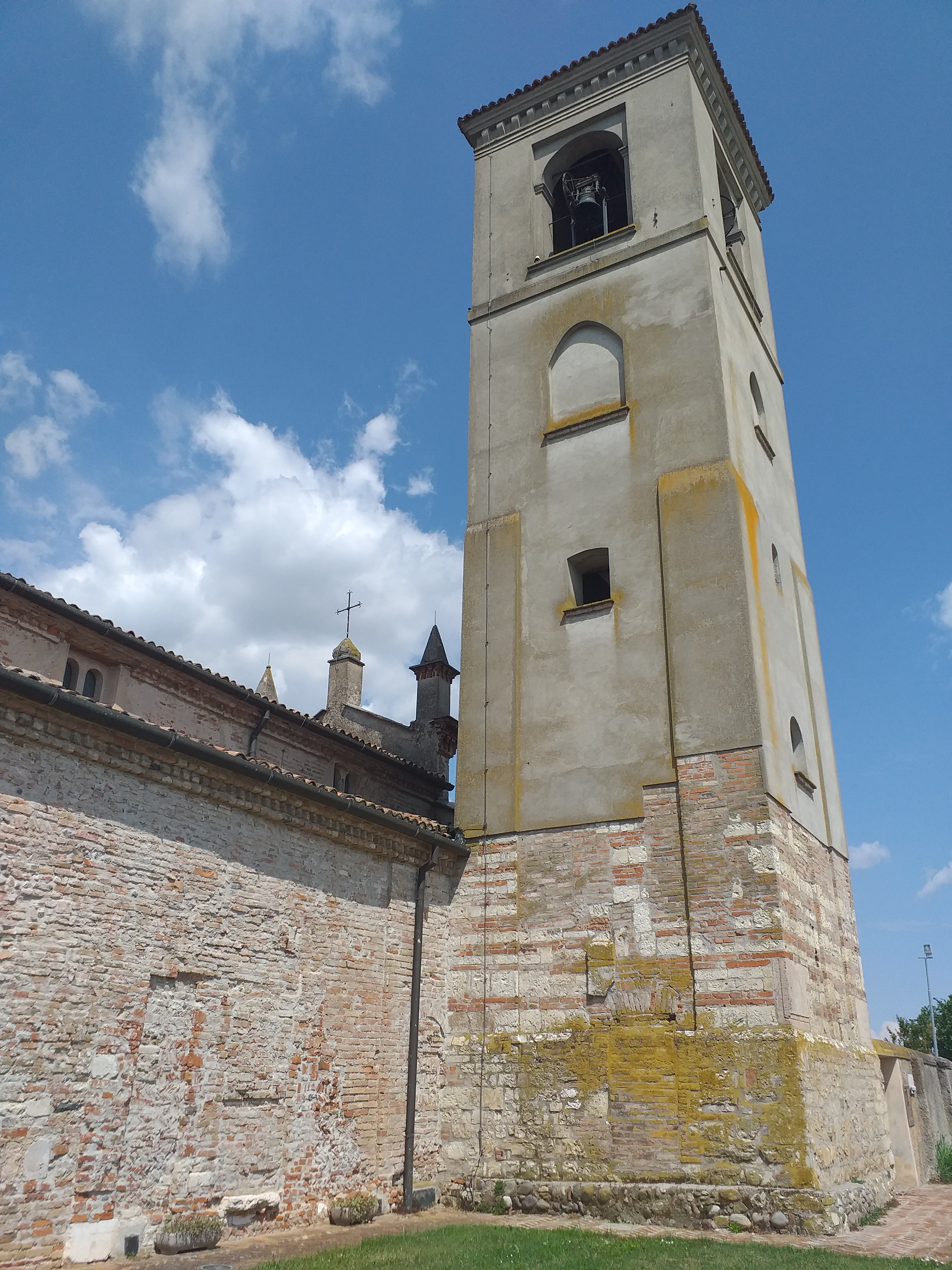
Dettaglio del campanile con diversi livelli di stratificazione muraria

### Esterno
La Pieve è costruita su pianta longitudinale. Ha una composizione architettonica di carattere tardo-romanico, sulla facciata sono presenti tre rosoni.

### Interno

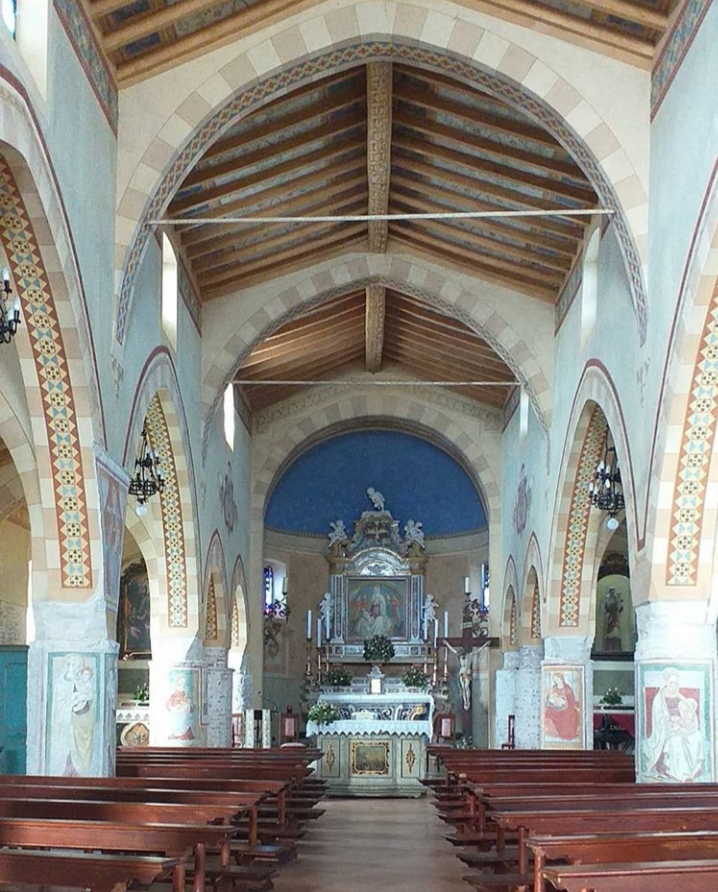
Interno della chiesa, visuale dalla navata centrale

L'interno è di forma lombarda (padana) a tre navate, suddivise da sei arcate, poggianti su tozzi pilastri in muratura. Le superfici interne delle pareti, ma anche delle colonne , conservano riquadri e frammenti di dipinti murali per lo più raffiguranti la Vergine col Bambino, spesso con iscrizioni e la data di esecuzione. Nel presbiterio, al centro dell'altare marmoreo, è collocato il dipinto murale raffigurante la Vergine in trono col Bambino fra gli angeli, attribuito a un allievo del cremonese Bonifacio Bembo.  È databile alla prima metà del XV secolo. 
Nel XVI secolo la pieve è dedicata alla Natività di Maria: tra i dipinti murali di questo periodo viene segnalato il riquadro di San Simonino, attribuito al bresciano Francesco Ferramola, e una raffigurazione della Trinità presente sulla parete nord, di produzione bembesca.Tra il 1900 e il 1901 venne eseguito un deciso restauro ad opera dell'architetto Carlo Melchiotti, con l'intento di togliere le sovrapposizioni di epoca barocca.

### Cripta e scavi archeologici
A lato dell'altare si accede alla cripta, caratterizzata da volte a botte. Da qui, grazie a un intervento di musealizzazione, è inoltre possibile accedere all'area sottostante alla pavimentazione della chiesa, dove è possibile osservare i resti delle fasi preesistenti, come i lacerti di muro della villa romana (V-VI secolo), le nove tombe "alla cappuccina" (una tecnica di costruzione ottenuta accostando coppie di tegole per ottenere una struttura triangolare) di epoca tardo romana e il battistero alto-medievale (VIII-IX secolo).